# San Miguel Chicaj
San Miguel Chicaj (Chicaj: se deriva de los dos términos Chi que significa "en" y caj que significa "cielo") es un municipio en departamento de Baja Verapaz en la República de Guatemala. Está ubicado en el centro norte del país.

## Toponimia
Muchos de los nombres de los municipios y poblados de Guatemala constan de dos partes: el nombre del santo católico que se venera el día en que fueron fundados y una descripción con raíz náhuatl; esto se debe a que las tropas que invadieron la región en la década de 1520 al mando de Pedro de Alvarado estaban compuestas por soldados españoles y por indígenas tlaxcaltecas y cholultecas. Específicamente, en lo que se refiere al topónimo «San Miguel Chicaj» el nombre de San Miguel se originó porque los pobladores aseguran que San Miguel Arcángel descendió del cielo en persona sobre el territorio; ahora bien, el topónimo Chicaj no es de origen náhuatl, sino ach'i y se deriva de los términos «Chi» (español:«en») y «caj» (español: «cielo»).

## Geografía física
Tiene una extensión territorial de 300 km² y es uno de los municipios con mayor extensión territorial del departamento de Baja Verapaz. Tiene una población de 13,427 habitantes con un gran porcentaje de gente de etnia achí.

### Clima
La cabecera municipal de San Miguel Chicaj tiene clima tropical (Clasificación de Köppen: Aw).
| Parámetros climáticos promedio de San Miguel Chicaj | Parámetros climáticos promedio de San Miguel Chicaj | Parámetros climáticos promedio de San Miguel Chicaj | Parámetros climáticos promedio de San Miguel Chicaj | Parámetros climáticos promedio de San Miguel Chicaj | Parámetros climáticos promedio de San Miguel Chicaj | Parámetros climáticos promedio de San Miguel Chicaj | Parámetros climáticos promedio de San Miguel Chicaj | Parámetros climáticos promedio de San Miguel Chicaj | Parámetros climáticos promedio de San Miguel Chicaj | Parámetros climáticos promedio de San Miguel Chicaj | Parámetros climáticos promedio de San Miguel Chicaj | Parámetros climáticos promedio de San Miguel Chicaj | Parámetros climáticos promedio de San Miguel Chicaj |
| Mes                                                 | Ene.                                                | Feb.                                                | Mar.                                                | Abr.                                                | May.                                                | Jun.                                                | Jul.                                                | Ago.                                                | Sep.                                                | Oct.                                                | Nov.                                                | Dic.                                                | Anual                                               |
| --------------------------------------------------- | --------------------------------------------------- | --------------------------------------------------- | --------------------------------------------------- | --------------------------------------------------- | --------------------------------------------------- | --------------------------------------------------- | --------------------------------------------------- | --------------------------------------------------- | --------------------------------------------------- | --------------------------------------------------- | --------------------------------------------------- | --------------------------------------------------- | --------------------------------------------------- |
| Temp. máx. media (°C)                               | 27.1                                                | 28.5                                                | 30.1                                                | 30.8                                                | 30.0                                                | 28.6                                                | 28.2                                                | 28.6                                                | 28.3                                                | 27.9                                                | 27.4                                                | 27.3                                                | 28.6                                                |
| Temp. media (°C)                                    | 20.4                                                | 21.4                                                | 23.0                                                | 24.1                                                | 23.9                                                | 23.6                                                | 23.1                                                | 23.1                                                | 22.9                                                | 22.5                                                | 21.3                                                | 20.6                                                | 22.5                                                |
| Temp. mín. media (°C)                               | 13.7                                                | 14.3                                                | 15.9                                                | 17.4                                                | 17.9                                                | 18.6                                                | 18.0                                                | 17.7                                                | 17.6                                                | 17.1                                                | 15.3                                                | 14.0                                                | 16.5                                                |
| Precipitación total (mm)                            | 11                                                  | 11                                                  | 13                                                  | 27                                                  | 87                                                  | 196                                                 | 138                                                 | 85                                                  | 153                                                 | 96                                                  | 35                                                  | 12                                                  | 864                                                 |
| Fuente: Climate-Data.org                            |                                                     |                                                     |                                                     |                                                     |                                                     |                                                     |                                                     |                                                     |                                                     |                                                     |                                                     |                                                     |                                                     |

### Ubicación geográfica
|                                                           | Norte: Tactic Municipio del departamento de Alta Verapaz |                                                        |
| Oeste: Rabinal Municipio del departamento de Baja Verapaz |                                                          | Este: Salamá Cabecera del departamento de Baja Verapaz |
|                                                           | Sur: Salamá Municipio del departamento de Baja Verapaz   |                                                        |

## Gobierno municipal
Los municipios se encuentran regulados en diversas leyes de la República, que establecen su forma de organización, lo relativo a la conformación de sus órganos administrativos, tributos destinados para los mismos; esta legislación se encuentra dispersa en diversos niveles.  Ahora bien, que exista legislación específica para los municipios no significa que a estos no les sean aplicables las normas contenidas en otros cuerpos normativos, pues aunque se trata de entidades autónomas, las mismas se encuentran sujetas, al igual que todas las entidades de tal naturaleza, a la legislación nacional.
Específicamente, las principales leyes que rigen a los municipios en Guatemala desde 1985 son:
| N.º | Ley                                                | Descripción |
| --- | -------------------------------------------------- | --- |
| 1   | Constitución Política de la República de Guatemala | Le son aplicables diversos artículos generales de la misma, y además tiene una regulación legal específica en los artículos 253 al 262, que constituyen su base constitucional.                                                                                            |
| 2   | Ley Electoral y de Partidos Políticos              | Ley de carácter constitucional creada por la Asamblea Nacional Constituyente que aplicable a los municipios en diversos aspectos pero fundamentalmente en el tema de la conformación de sus autoridades electas, puesto que regula la manera en que se eligen y conforman. |
| 3   | Código Municipal                                   | Decreto 12-2002 del Congreso de la República de Guatemala. Tiene la categoría de ley ordinaria y contiene preceptos generales aplicables a todos los municipios, e inclusive contiene legislación referente a la creación de los municipios.                               |
| 4   | Ley de Servicio Municipal                          | Decreto 1-87 del Congreso de la República de Guatemala. Regula las relaciones entra la municipalidad y los servidores públicos en materia laboral. Tiene su base constitucional en el artículo 262 de la constitución que ordena la emisión de la misma.                   |
| 5   | Ley General de Descentralización                   | Decreto 14-2002 del Congreso de la República de Guatemala. Regula el deber constitucional del Estado, y por ende del municipio, de promover y aplicar la descentralización y desconcentración económica y administrativa.                                                  |

El gobierno de los municipios de Guatemala está a cargo de un Concejo Municipal, de conformidad con el artículo 254 de la Constitución Política de la República de Guatemala, que establece que «el gobierno municipal será ejercido por un concejo municipal». A su vez, el código municipal —que tiene carácter de ley ordinaria y contiene disposiciones que se aplican a todos los municipios de Guatemala— establece en su artículo 9 que «el concejo municipal es el órgano colegiado superior de deliberación y de decisión de los asuntos municipales […] y tiene su sede en la circunscripción de la cabecera municipal». Por último, el artículo 33 del mencionado código establece que «[le] corresponde con exclusividad al concejo municipal el ejercicio del gobierno del municipio».
El concejo municipal se integra de conformidad con lo que establece la Constitución en su artículo 254, es decir «se integra con el alcalde, los síndicos y concejales, electos directamente por sufragio universal y secreto para un período de cuatro años, pudiendo ser reelectos». Al respecto, el código municipal en el artículo 9 establece «que se integra por el alcalde, los síndicos y los concejales, todos electos directa y popularmente en cada municipio de conformidad con la ley de la materia».

## Historia
Según el acta que se encuentra en la Municipalidad de Salamá, cabecera de Baja Verapaz, San Miguel Chicaj fue fundado el 23 de octubre de 1803.

### Tras la Independencia de Centroamérica
En la constitución del Estado de Guatemala que se promulgó en 1825, se menciona que San Miguel Chicaj era parte del Circuito de Salamá para la impartición de justicia, en el Distrito N.º 5 (Verapaz); junto a San Miguel Chicaj pertenecían a ese circuito Salamá, San Jerónimo, Rincón Grande, Llano Grande, Las Cañas y todas las haciendas y labores que había desde el río Grande, «una línea que se suponía tirada al sur desde San Jerónimo hasta el mismo río Grande y el camino que va desde Guatemala hasta Salamá», Pansuj y San Nicolás.
El poblado fue elevado a municipio de cuarta categoría en 1877, por el gobierno del general Justo Rufino Barrios.

## Producción
Los elementos que producen los pobladores son las cosechas que cultivan. La agricultura es una actividad muy utilizada por los pobladores ya que también ayuda a la economía del municipio. Entre los cultivos que cosechan están:
- Maíz
- Frijol
- Caña

Otra actividad que los pobladores realizan son la crianza de animales de corral. Existen muchas fincas de ganadería y producen alimentos como carne, leche, queso, crema. etc.